# Del Vasto
Els Del Vasto són una família descendent dels Aleramici que va adquirir amplis territoris al sud del Piemont i Saluzzo entre Alessandria i Saluças i a l'oest de Ligúria. El seu domini incloïa la marca de Savona i una part de les Langues i els comtats d'Acqui i de Bredulo. Amb el matrimoni de Adelàsia amb el Norman Roger d'Hauteville el seu ampli domini s'estengué també a algunes propietats importants de Sicília i per un breu període, al Regne de Jerusalem.

## Orígens
El Marquès del Vasto (o de Wasto o de Guasto) va sorgir d'Anselm, l'únic fill supervivent del seu pare Aleramo (Aleram). Ja que el nom del Vasto sembla que no apareix per primera vegada fins a dos diplomes de Frederic Barbaroja el 1162 els marquesos del Vasto són convencionalment anomenats pels genealogistes també amb el títol de "Marquesos de Ligúria Occidental", o "Marquesos de Savona".
Aquests títols, però, tenen poc sentit, perquè els descendents d'Aleram semblen haver aconseguit la propietat de la família de manera consorcial el 1085 la data en què Savona va demanar per última vegada el reconeixement dels seus privilegis a un representant de la línia de Monferrat, Guillem IV. Se suposa que poc després d'aquesta data, Bonifaci del Vasto, únic hereu de la línia d'Anselm, va arribar a un acord de divisió de les terres amb el marquès de Monferrat, descendent d'Otó, el segon fill de Aleram. Només llavors el Monferrat es va arrelar a la part nord dels dominis d'Aleram cedint a l'altra germà els béns a Dego, Spigno (avui Spigno Monferrato) i Torre Uzzone (avui Pezzolo Valle Uzzone) mentre que Bonifaci va cedir per exemple, els drets a Felizzano.
Després d'aquest acord els dominis de Bonifaci sembla cobrir un ampli territori entre la costa de Ligúria i Asti, on Bonifaci ostentava el castell de Loreto amb títol comtal, prop de Costigliole d'Asti. Poc després, amb la mort de la seva tia, Adelaida de Susa, Bonifaci va estendre el seu domini a l'oest amb l'adquisició de béns dels arduinici (arduins) al territori de Saluzzo, Ceva, Albenga, etc. Arran de le seva extensió territorial definitiva al Piemont meridional i a Ligúria occidental, Bonifaci s'ha de considerar el veritable re-fundador del marquesat del Vasto. Segons el cronista Godofreu Malaterra de Sicília, Bonifaci va ser el "marquès més famós d'Itàlia".

## Esquema genealògic

### D'Anselm fins a Bonifaci
Els llaços dinàstics entre Anselm i Bonifaci estan poc documentat pels estudiosos i les genealogies publicades sovint entren en desacord. D'Anselm i Gisela (o Gisla) de Vicenza, potser la filla del marquès Adalbert II de Toscana, van néixer Anselm II i Obert que van donar lloc, respectivament, a la línia de marquesos del Vasto i la de marquesos de Sezzadio. La línia de Sezzadio va estar formada per un altre Obert (Obert II) i per un Otobert (" Autbertus ") potser regnant conjuntament amb Obert II, i es va extingir en la línia masculina; la darrera descendent sembla que es va casar amb Bonifaci del Vasto, que així va reconstituir la integritat del patrimoni de la família.
D'Anselm II i Adela va néixer un Otó (a més d'Anselm III i Manfred) identificat amb el pare de Bonifaci, Teutó generalment abreujat a Tete i italianitzat en Teottone. El matrimoni de Teutó amb Berta, filla del marquès dels arduinici Olderic Manfred II, i germana d'Adelaida de Susa, és l'origen de l'expansió de la influència del marquès del Vasto a l'oest de Ligúria i a Cuneo.

### Bonifaci del Vasto
Bonifaci tenia dos germans (més gran?): Anselm IV i Manfred que van resultar nuper intereptorum el 1080 (que probablement van morir en combat en 1079). Anselm IV s'havia casat, o almenys s'havia fet la promesa de contracte formal (esponsalles en italià desponsata) amb l'última descendent dels marquesos de Sezzadio. Immediatament després de la mort del seu germà, Bonifaci sembla que es va casar al seu torn amb ella, tot i l'oposició del papa Gregori VII, que va considerar "incestuós" el matrimoni. D'aquest enllaç van néixer Bonifaci, fundador del marquesat d'Incisa, i una filla, promesa del rei Lluís VI de França. El matrimoni de Bonifaci, però, va ser declarat il·legal pel papa i fins i tot el casament de la seva filla amb el rei francès es va esvair.
Bonifaci també es va convertir en tutor dels fills del seu germà Manfred IV, Adelaida (o Adelàsia) i Enric del Vasto. Fou per tant probablement Bonifaci qui el 1089 va arranjar el matrimoni d'Adelaida o Adelàsia amb Roger I de Sicília; fou la famosa Adelaida que més tard es va convertir en reina de Jerusalem.

## El Del Vasto a Sicília: l'aliança Aleramici amb els normands Hauteville
El matrimoni entre Adelaida i el gran comte Roger és part de les relacions àmplies encara que poc documentades entre els Aleramici i la casa d'Hauteville o Altavilla, que es van desenvolupar durant les croades, però que probablement va néixer durant la conquesta de Sicília. No és improbable que els germans de Bonifaci haguessin combatent a Sicília A més d'Adelaida, es van traslladar a Sicília, també dues germanes seves que es van casar amb dos fills il·legítims de Roger, Jordà d'Hauteville i Jofré de Ragusa, i un germà, Enric del Vasto, que es va casar amb Flandina d'Hauteville, filla de Roger i de Judit d'Evreux, i es va convertir en comtessa de Paterna i comtessa de Butera, i fou el cap dels Aleramicis a Sicília. El seu fill Simó del Vasto, comte de Butera i Policastro, va tenir un fill legítim, Manfred del Vasto, i un il·legítim, Roger Sclavo, però la línia dinàstica es va extingir a Sicília al segle xii.

## L'expansió al Piemont, entre els seglesxiixii
Des 1091 quan va morir la seva famosa tia materna Adelaida de Susa, de manera que s'extingia la dinastia dels marquesos arduinici, Bonifaci va ser capaç d'estendre la seva hegemonia sobre els territoris que abans pertanyien a la marca de Torí, xocant amb un altre pretendent important: Humbert II comte de la Mauriena. Es va aliar amb alguns rics terratinents i amb el bisbe de Torí, Mainard, i així Bonifaci va dur a terme un increïble creixement dels seus dominis entre els segles xi i xii i es va apoderar de grans extensions dels arduinici entre Alba, Saluzzo i Albenga. La definició de les àrees de poder de Bonifaci i Humbert de Mauriena es van establir al llarg d'una línia situada entre Staffarda i Carmagnola i al llarg de la línia del Po. Aquesta línia segueix sent avui dia aproximadament el límit nord de la província de Cuneo.
Cap al final del segle Bonifaci va establir forts llaços amb la família reial francesa; després de posar a la seva neboda en el tron de Sicília, va estar a punt de posar la seva filla al tron de França (com s'ha esmentat anteriorment). Ell, al seu torn, es va casar el 1099 amb Agnes de Vermandois, filla d'Hug de Vermandois que era germà del rei Lluís VI de França; cal tenir en compte que Hug havia dirigit el contingent francès a la Primera Croada just l'any anterior i va ser durant la Croada el 1098 que Humbert de Mauriena va signar un acord amb la ciutat d'Asti per dividir-se els dominis d'origen arduínic de Bonifaci; hi ha la sospita que Bonifaci va estar a Palestina, encara que no hi ha proves documentals.
Agnes va donar a Bonifaci set fills, que van donar lloc a diferents línies dinàstiques: 
- Manfred, origen dels marquesos de Saluzzo o Saluças;
- Guillem, qui va originar el marquesat de Busca i segons alguns autors la família de Lanza
- Hug de Clavesana, va morir sense fills;
- Anselm, origen dels marquesos de Ceva i la segona branca dels marquesos de Clavesana;
- Enric, origen dels marquesos del Carretto;
- Odó Boveri, marquès o comte de Loreto, que després d'alguns anys va vendre part del seu patrimoni a Asti, i la resta (dividit en 16 parts) va ser heretat de les altres branques dels Marquesos del Vasto.
- Bonifaci el Menor, bisbe i marquès de Cortemilia.

També va tenir una filla, Sibil·la, que es va casar amb Guillem VI de Montpeller.

## Origen del nom deVasto
Una marca o un marquesat amb el nom del Vasto no va existir mai. El territori, que va dominar Bonifaci no correspon a cap de les marques antigues o marquesats creat per als fills. El nom Vasto o Wasto apareix per primera vegada en documents escrits tres dècades després de la seva mort i que mai va acompanyar al títol de marquès amb les especificacions de districte o senyorial. El significat del nom va ser després objecte de diverses hipòtesis.
El nom de " Vasto" no va ser emprat pels descendents, però va tenir una sort extraordinària, especialment entre els cronistes de Saluzzo, com Gioffredo della Chiesa. Aquests, al mateix temps, van assumir un vincle amb el lloc de Vasco, prop de Mondovi, el que fa aparèixer la idea, represa per la historiografia més recent, segons la qual el nom es refereix al territori despoblat entre els riu Orba i Tanaro que fou donat a Aleram el 23 de març de 967 per l'emperador Otó I de Saxònia (illas cortes in desertis locis a flumine Tanari usque ad flumen Urbam). Aquesta terra, boscosa i no cultivada, havia estat devastada durant les incursions dels bandits del segle anterior, derivats o almenys afavorits, pels anomenats "sarraïns" de Frassineto (Fraxinètum). Vasto vol dir pròpiament "esdevingut desert per devastació". El territori, llavors repoblay i conreat, es va convertir en el centre del domini dels marquesos Aleramici, anomenats per això del Vasto.
Un examen dels noms dels esmentats en la donació otoniana permet identificar els límits. Encara que la interpretació del nom d'alguns llocs és qüestionable, podem identificar tres àrees: la part alta de la vall del Tanaro (Bagnasco, Massimino i Nucetto) una llengua de terra entre la Bormida di Millesimo i el Belbo (Saliceto, Prunetto, Cortemilia, etc.) que es mantindrà per segles amb el nom de Langa (..vulgariter enim loca deserta Langae dicuntur..., d'acord amb Lünig); i la zona entre les muntanyes dels Apenins entre la Bormida di Spigno i l'Orba (Dego, Mioglia, Giusvalla, Sassello, Ponzone); aquesta darrera zona, o almenys part d'ella (el territori muntanyós entre Dego, Montenotte, Carcare e Cairo) manté des de fa diversos segles, d'acord amb Riccardo Musso, el toponim Vasto.
Es considera insostenible la idea de Gabotto, que connecta el nom amb la ciutat de Vasto als Abruços. Aquesta terra també va donar lloc uns segles més tard a un marquesat del Vasto que fou infeudat a la família d'Alfonso de Ávalos.